# Bockhorst (Duitsland)
Bockhorst is een gemeente in het noordoosten van het landkreis Eemsland van de Duitse deelstaat Nedersaksen. Bockhorst telt 945 inwoners.

## Bestuur
De gemeente maakt deel uit van de Samtgemeinde Nordhümmling, waarvan het bestuurscentrum gevestigd is in de gemeente Esterwegen.

## Geografie
Bockhorst ligt op een smalle geestrug te midden van een moerasgebied. 
Twee kilometer ten zuidwesten van het dorp ligt de recreatieplas Bockhorster Meer. 
Vier kilometer ten westen van Bockhorst en het noordelijke buurdorp Burlage, gemeente Rhauderfehn, ligt de grote ATP-autotestbaan van Papenburg.
Direct ten oosten van Bockhorst ligt het uitgestrekte hoogveenreservaat Esterweger Dose.

### Buurgemeenten
Buurgemeenten van Bockhorst zijn in het noorden Rhauderfehn en Ostrhauderfehn (Leer), in het zuidoosten grenst het aan Esterwegen en in het zuidwesten Surwold.

### Infrastructuur
Bockhorst is bereikbaar via de Bundesstraße 401, die ten zuiden van het dorp loopt. Parallel aan deze B 401 loopt het Küstenkanaal.Ten zuiden van Bockhorst ligt aan dit kanaal een zeer bescheiden binnenhaven.
De plaats ligt op ruim 20 kilometer van de A31 (via de B 401 westwaarts) en van de A28 (via Rhauderfehn noordwaarts).

### Geschiedenis
De eerste schriftelijke vermelding van de plaats stamt uit 1598. De naam hangt samen met de aanwezigheid van enig beukenbos, vandaar de beukenbladeren die in het dorpswapen voorkomen.

## Politiek

### Gemeenteraad
De gemeenteraad van Bockhorst bestaat uit 9 personen, van wie de zetels als volgt verdeeld zijn:
| Partij                              | Zetels |
| ----------------------------------- | ------ |
| CDU                                 | 5      |
| SPD                                 | 2      |
| Lokale lijst Bockhorster-Union (BU) | 2      |

(Gegevens: gemeenteraadsverkiezingen van september 2021.)

### Burgemeester
De onbezoldigde burgemeester Willy Sievers werd op 11 september 2012 gekozen, en in 2016 herkozen.

## Geboren
Caspar Memering (1 juni 1953), oud-profvoetballer